# Michel Dighneef
Michel Dighneef, né le 20 septembre 1936 à Tilleur et mort le 5 décembre 2017, est un homme politique belge wallon, membre du PS.
Diplômé de l'École supérieur de commerce et d'administration de Liège, il eut une belle carrière sportive comme footballeur avec le club de Tilleur où il joua cinq ans en division I. Il travailla ensuite pour la Fédération des mutualités socialistes et syndicales, où il finit secrétaire général, avant d'être appelé en politique. 
Il meurt à l'âge de 81 ans. 

## Fonctions politiques
- Sénateur belge :
  - du 4 décembre 1991 au 21 mai 1995
- Député fédéral belge :
  - du 21 mai 1995 au 5 mai 1999.
- Président du Parti socialiste liégeois
  - de 1995 à 1997